# Arena Bonifika
L'Arena Bonifika è un palazzetto dello sport situato a Capodistria in Slovenia, utilizzato per varie discipline sportive e come sede di concerti musicali.

## Storia
La struttura fa parte di un complesso sportivo che include anche lo stadio Bonifika, una pista di atletica ed una piscina coperta, al 2013 ancora in costruzione. Nel 2013 ha ospitato la prima fase dell'Eurobasket.
Tutto il complesso prende il nome dall'area in cui sorge, detta la Bonifica (Bonifika in sloveno): era infatti un territorio acquitrinoso (le antiche saline), in seguito bonificato, che separava il centro storico di Capodistria, in origine un'isola, dall'immediato retroterra.
L'impianto può ospitare fino a 5 000 spettatori.